# مرسدس سیمپلکس
مرسدس سیمپلکس (انگلیسی: Mercedes Simplex) خودروی تولید شده در فاصله سالهای ۱۹۰۲ تا ۱۹۰۹ می‌باشد، که توسط شرکت دایملر-موتورن تولید و عرضه می‌شد.